# Distrito de Polobaya

Mapa de la provincia de Arequipa en el Departamento de Arequipa, Perú.

El distrito de Polobaya es uno de los veintinueve que conforman la provincia de Arequipa, ubicada  en el departamento homónimo en el Sur del Perú.
Desde el punto de vista jerárquico de la Iglesia católica forma parte de la Arquidiócesis de Arequipa. En su jurisdicción se encuentra el famoso santuario de Nuestra Señora de Chapi, advocación local de la Virgen de la Candelaria ubicado en la localidad del mismo nombre.

## Historia

### Época pre inca
La ocupación prehistórica de Arequipa duró aproximadamente diez mil años, desde que llegaron a esta región, los primeros grupos de cazadores y recolectores antes del año 8000 AC., hasta la llegada de los incas allá por el año de 1450.
La cultura Churajón: Tendría su origen en los pueblos que habitaron alrededor del lago Titicaca bajo la influencia de Tiahuanaco. Muchos de sus pobladores se dirigieron a los valles cálidos de la costa en busca de alimentos y hallaron tierras fértiles, donde se quedaron y se dedicaron a la siembra del maíz y el ají.
Entre los años 600 a 1400 DC. se establecieron entre los valles del río Chili y Tambo, y poco a poco fueron creciendo o expandiéndose hacia las áreas de las que hoy comprenden los departamentos de Arequipa, Moquegua y Tacna.
Así, crearon un propio estilo de cerámica y formaron algunos pueblos urbanos. Construyeron caminos, redes de canales, reservorios, cementerios, andenería o terrazas agrícolas, constituyéndose en un centro de desarrollo en el sur del antiguo Perú.

### Centros poblados
Sus centros poblados fueron escasos, pues la mayor parte de la gente vivía cerca a sus chacras y en casas rurales. Los pueblos se caracterizaban por estar ubicados en la cima de los cerros. Las viviendas se hallaban aglutinadas, en forma desordenada, con calles estrechas y laberínticas.
Entre los restos, de centros poblados, de mayor importancia están las ruinas de Churajón (casas y chullpas), las ruinas de Pillo en Socabaya (leteoglifos, andenes), las ruinas de pueblo Viejo en Chiguata (viviendas y tumbas).

### Centro administrativo religioso
Se halla ubicado en el cerro llamado "Choquellampa" muy cerca de lo que hoy es Siete Toldos, camino al santuario de la Virgen de Chapi Polobaya.
Este lugar, habría sido el centro nuclear o la capital de la que fue esta nación, la que posteriormente, por el año 1450 fue sometida por los incas. Toda el área está conformada por viviendas aglutinadas en forma desordenada que no presentan un orden lógico, con callejuelas estrechas y algunos espacios amplios y planos. Entre sus construcciones se encuentra una estructura amplia denominada el "Templo del Sol", en su interior se ven hornacinas, escalinatas y en la parte frontal una especie de adoratorio o altar. En las partes laterales se hallan unos muros de piedra y barro que habría servido de asientos.
Una de las tantas cosas que llama la atención y admiración es un menhir Churajón (huanca) es una piedra alta clavada en el piso central de un amplio ambiente, y se ubica en la parte más elevada del cerro. En su entorno se ven algunos trazos geométricos señaladas con piedras pequeñas y planas. No es la única piedra en esta posición, pues no muy separada de ella se encuentran otras dos. En los años 90, el Proyecto Arqueológico Churajón, de la UCSM fue dirigido por el Prof. Dr. Józef Szykulski, quien junto a sus asistentes los arqueólogos Luis Diaz Rodríguez y Nelson Ramos Rosales excavaron la plaza donde se halló la huanca.

### Cementerios precolombinos
Los churajón, tenían la costumbre de hacer sus entierros en las laderas de los cerros muy cerca a sus pueblos, en tumbas de diversas formas y tamaños, excavadas en el suelo. Muchas de ellas fueron recubiertas con paredes de piedra sin labrar y tapadas con piedras planas y largas. Las Chullpas de estilo Tiahuanaco y de singular construcción, también fueron tumbas levantadas con paredes de piedra sin labrar y otras con ladrillos de barro; algunas de forma circular y otras de forma cuadrada, que probablemente pertenecieron a personas o familias más importantes.
Acostumbraron enterrar a sus difuntos cubriéndolos con tierra suave, sin protección de envoltorios, ni el uso de alguna técnica de momificación. Acompañaban los funerales con ofrendas, consistente en ceramios utilitarios dentro de los cuales colocaban alimentos, como granos y bebidas como la chicha. Asimismo, en algunos casos colocaban cerca de los restos del fallecido, objetos personales que en vida los habría usado, como tupos, pendientes, pulseras y otros adornos de cobre.
Dependiendo de la importancia de la persona también acompañaban de cerámicas finas policromas, debidamente decoradas (como platos ceremoniales, aríbalos de estilo inca).

### Cerámica
La cerámica se caracteriza por no tener buen acabado. Por lo general confeccionaron cerámica utilitaria, probablemente confeccionado por ellos mismos. Sus recipientes tienen forma globular, cilíndrica y llana. Color policroma, pues utilizaron tres colores: el blanco, negro y rojo.
Decoraron sus cerámicas con figuras geométricas y generalmente confeccionaron cántaros, vasos (Keros), posillos y tazas pintadas de rojo. Las ollas y tostadoras no tenían decoraciones.

### Época republicana
El distrito fue creado mediante Ley n.º 11845 del 27 de mayo de 1952, en el gobierno del Presidente Manuel A. Odría.

## Geografía

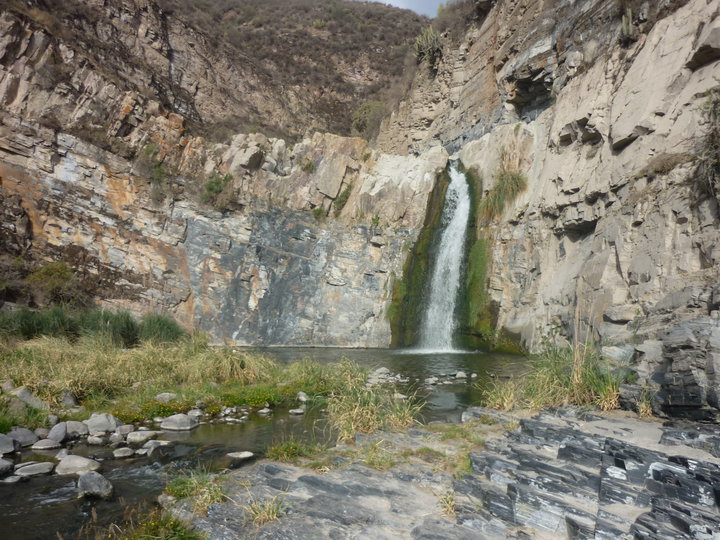
Las cataratas de Sogay.

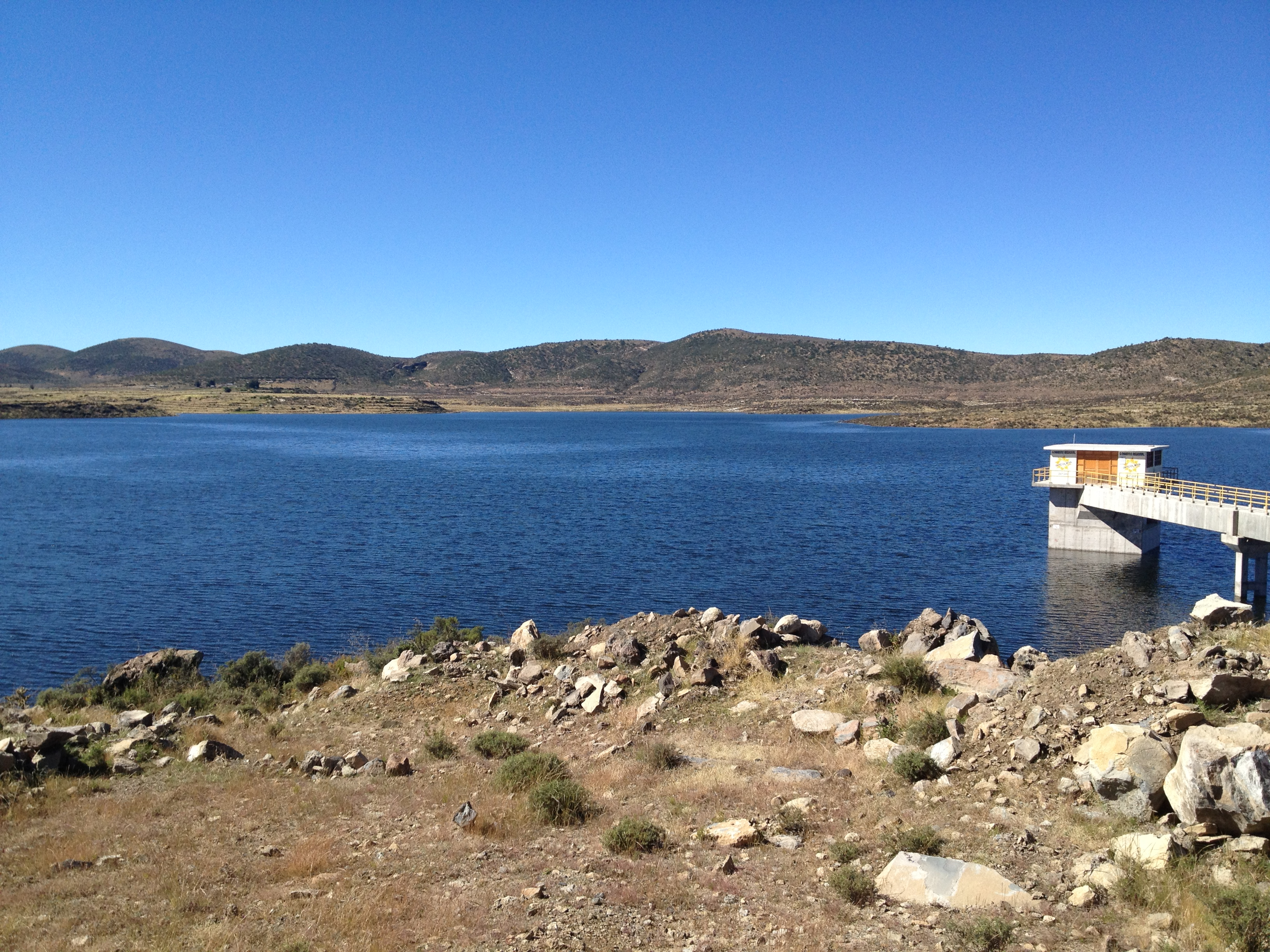
La represa de San José de Uzuña.

El distrito limita por el norte con el Distrito de Pocsi, por el sur con los distritos de La Capilla y Cocachacra, por el este con el Distrito de Puquina y por el oeste con los distritos de Yarabamba y Quequeña
Su punto más alto es Totorani y el más bajo Chapi (a 420 m s. n. m.).
El territorio de Polobaya es desértico y valle interandino con presencia de quebradas; pampas; cañones de mediana escala
Posee una fauna variada tiene camélidos sudamericanos (guanaco), siervo andino (taruca), vizcachas, perdices, murciélago, palomas silvestres, loro verde, etc. entre otras especies de aves
Así mismo también posee una flora variada en general hay Arbustos(lloque, molle, chalza, tola, ccapo, añaguay, moto moto, etc.) Pastos (ichu, ccapuro, malba, cortadera, cebadilla, etc.) Árboles (queñua) Flores (rosa, chiri, dalia, teja, zapatito, tocclolo, el suncho, etc.) Musgos(flor de tierra, flor de piedra) Medicinales(salbia, borraja, chigchipa, chachacoma, muña, pinco pinco, aractaña, chirichiri, etc.)

## Deportes
El Distrito cuenta con el Estadio Municipal de Polobaya, con capacidad para 200 espectadores, situado en "Polobaya Grande".
Allí es donde se disputa la Liga Distrital de Fútbol de Polobaya, la cual, dada la lejanía del lugar, solo cuenta con 3 equipos, que son: el "Pulso Peruano", la "Club Deportivo Social" y el C. D. "Mercedario".

## Turismo

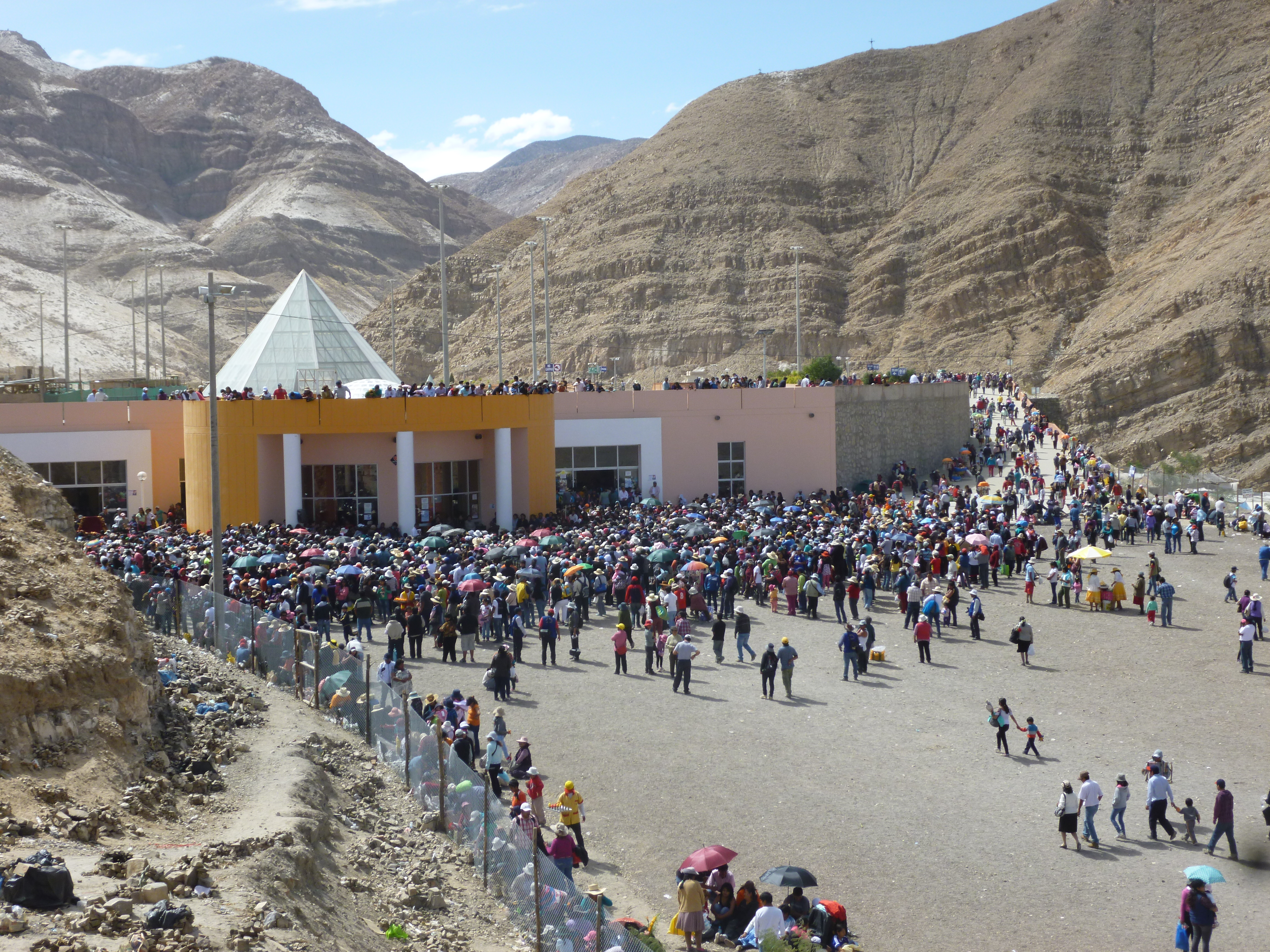
Vista del nuevo templo de la Virgen de Chapi

El Distrito de Polobaya posee una variedad de caídas de agua que se extienden a lo largo de sus ríos: Poroto y Polobaya, como es el caso de la cataratas de La Calera, Pampapasaje, Paylojen y Parasocso, estas últimas a unos 40 y 60 minutos de caminata desde Polobaya Chico, respectivamente; aquí el lecho del río está cubierto de piedra laja negra de gran demanda para los enchapes de paredes.
De otro lado, en Polobaya se ubican las ruinas de Churajón, descubiertas por Monseñor Bernedo Málaga y que conservan restos de una ciudadela antigua, tumbas, chullpas, andenería, canales, reservorios y estructuras de centros de adoración. En Totorani, esta un criadero de alevinos y truchas.
También en este distrito se ubica el Santuario de la Virgen de Chapi, en el anexo del mismo Nombre.

### Comunicaciones y Vías de Acceso
Los poblados se comunican con la ciudad de Arequipa, siendo las vías posibles:
- Arequipa - Characato - Sabandía - Mollebaya - Polobaya: Carretera totalmente asfaltada hasta cierto tramo antes de llegar al poblado de Polobaya Chico, solo una empresa de transportes hace el servicio. En el desvío cerca a Mollebeya se toma el camino de la izquierda, ya que el de la derecha conduce al poblado de Pocsi y al Santuario de Chapi.

## Autoridades

### Municipales
- 2019-2022

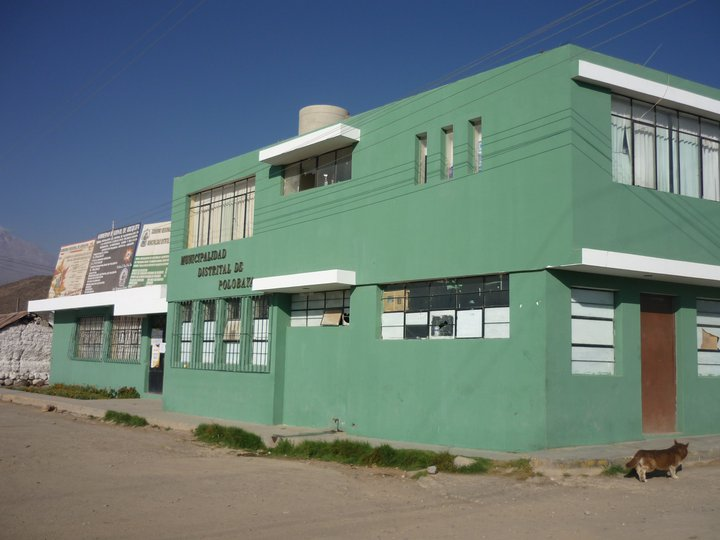
Sede de la alcaldía distrital de Polobaya.

  - Alcalde: Luis Gonzalo Gonzales Adrián, de Arequipa Transformación.
  - Regidores:

  1. Emilio Bruno Vargas Apaza(Arequipa Transformación)
  2. Wenceslao Cabana Vilca (Arequipa Transformación)
  3. Andrés Godofredo Tohalino Coaguila (Arequipa Transformación)
  4. Melanee Meylee Mamani Paredes(Arequipa Transformación)
  5. Giraldo Celestino Coaguila Coaguila (Arequipa Renace)

### Religiosas
- Arquidiócesis de Arequipa
  - Arzobispo: Mons. Javier Augusto Del Río Alba.
- Parroquia de Apóstol Santiago 
  - Administrador parroquial: Reverendo Padre Zacarías Kummaramangalam CMI

## Festividades

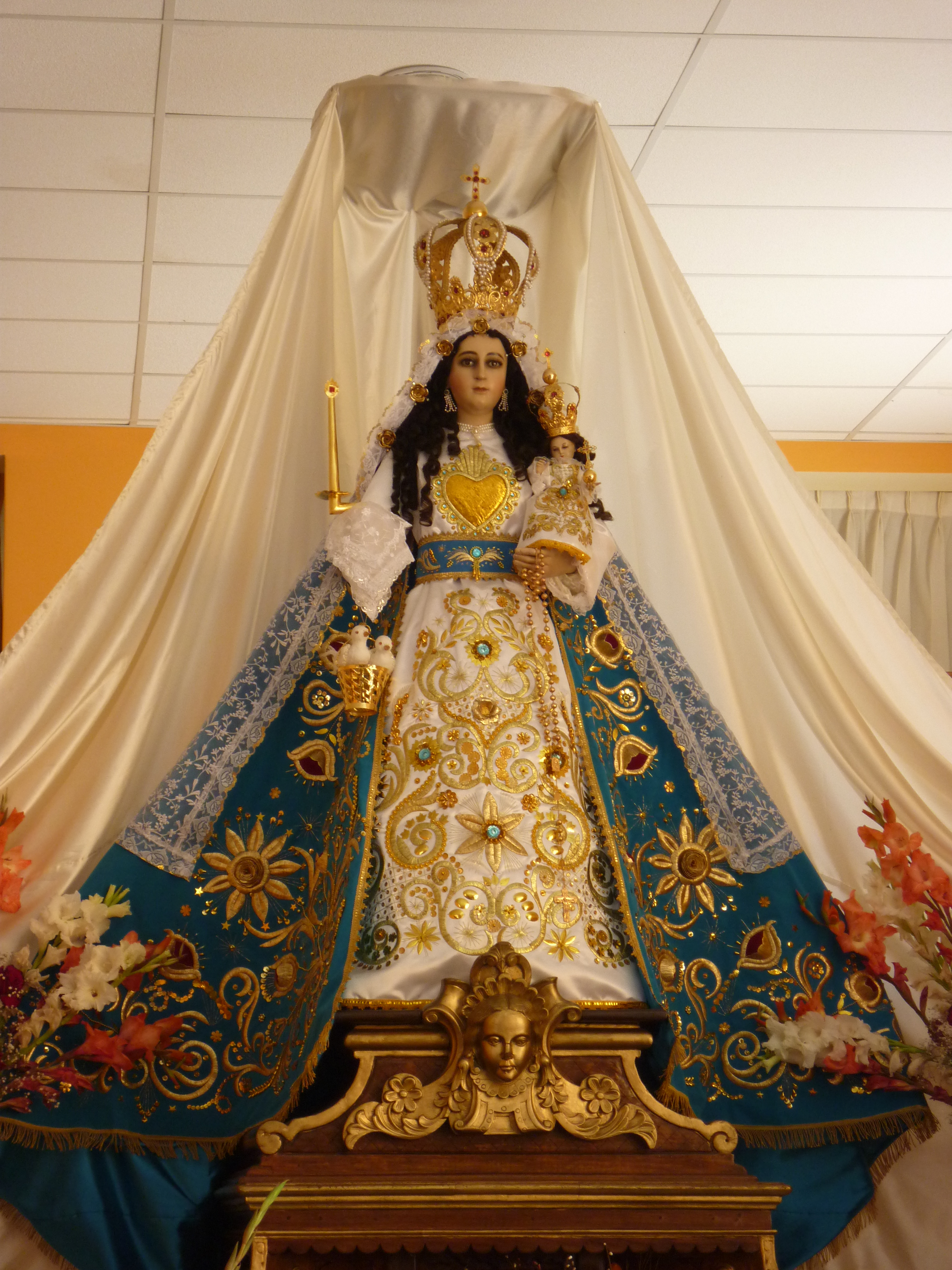
Imagen de la Virgen de Chapi.

Gran parte de la población es católica y tiene como fiestas principales a
- Santiago apóstol (25 de julio)
- Virgen de Chapi: El 2 de febrero, el 1 de mayo, el 8 de septiembre y el 8 de diciembre.
- Santiago: El 25 de julio.
- Sagrado Corazón de Jesús: El 21 de junio.
- Virgen de la Merced: El 24 de septiembre.
- Señor Jesús Nazareno: El II domingo de Pascua.
- San Antonio: El 13 de junio.
- San Isidro: El 15 de mayo.